# El Polvorín (Málaga)
El Polvorín es un barrio perteneciente al distrito Este de la ciudad andaluza de Málaga, España. Según la delimitación oficial del ayuntamiento, limita al norte y al noroeste con el barrio de Hacienda Paredes; al este, con el barrio de Valle de los Galanes; y al sur y suroeste, con el barrio de Pedregalejo.

## Transporte
Ninguna línea de autobús de la EMT atraviesa los límites del barrio, aunque las siguientes líneas realizan paradas en lugares cercanos: 
| Línea | Trayecto                                | Recorrido | Frecuencia    |
| ----- | --------------------------------------- | --------- | ------------- |
| 29    | Jarazmín - El Palo                      | Recorrido | 60 minutos    |
| 33    | Alameda Principal - Cerrado de Calderón | Recorrido | 25-35 minutos |